# Eugerda intermedia
Eugerda intermedia är en kräftdjursart som först beskrevs av Hult 1936.  Eugerda intermedia ingår i släktet Eugerda och familjen Desmosomatidae. Arten är reproducerande i Sverige. Inga underarter finns listade i Catalogue of Life.